# Tosin Cole
Tosin Cole ( /ˈtoʊsɪn/; nacido el 23 de julio de 1992) es un actor estadounidense. Es conocido por varios papeles en películas y series de televisión británicas. Comenzó su carrera en pantalla protagonizando The Cut y EastEnders: E20, y luego consiguió un papel regular como Neil Cooper en la serie Hollyoaks. Después de dejar el programa, Cole apareció en una variedad de series de televisión y películas comerciales como aparición especial y participó en muchos cortometrajes. Desde octubre de 2018 hasta enero de 2021, Cole interpretó a Ryan Sinclair en Doctor Who.

## Primeros años
Cole se mudó de Nueva York a Londres a los 8 años, con su padre y su tío, tras la separación de sus padres. Asistió a la escuela secundaria Abbey Wood en Greenwich, Londres. Dejó la escuela antes de sus niveles A para seguir una carrera en la actuación.

## Carrera
En 2009, Cole formó parte de una producción teatral titulada Wasted!, una reproducción moderna de Julio César de Shakespeare, producida por Intermission Theatre, una compañía que ayuda a los adolescentes a mantenerse alejados del crimen. En 2010, Cole se unió al elenco del drama adolescente de la BBC The Cut, en el que interpretó el papel de Noah Achebe, quien fue presentado en la tercera serie. En 2011, filmó papeles en dos cortometrajes titulados Me and My Dad y Jasmine.
Más tarde, Cole consiguió el papel de Sol Levi en EastEnders: E20, un spin-off del drama británico EastEnders. El papel requería que Cole aprendiera a bailar y realizara su rutina frente al grupo de baile profesional Flawless en el final de la serie. Se le citó diciendo que la experiencia fue "muy, muy, muy estresante". Cole dijo que fue un privilegio trabajar en E20 y dijo que el elenco fue fantástico. Luego, Cole acordó retomar el papel en la tercera temporada. Luego fue elegido como un personaje habitual en la telenovela Hollyoaks como Neil Cooper. Neil fue uno de los seis nuevos personajes que presentó el programa, desempeñando el papel desde 2011 hasta la muerte del personaje en la explosión de un autobús en 2012. También filmó un anuncio de televisión como parte del impulso promocional de la serie para los nuevos personajes.
El actor protagonizó un episodio de 2013 del drama médico de la BBC Holby City como Keith Potts. También interpretó su primer papel cinematográfico en ¡Gone Too Far!, interpretando a Razer. A esto le siguió otro papel cinematográfico en Second Coming. En 2014, llegó el papel de Anthony en la miniserie The Secrets. En 2015, Cole interpretó a los personajes de Djimon Adomakoh en el drama de ITV Lewis y Kobina en un episodio de la serie histórica Versailles. Ese año Cole también tuvo una breve aparición en la película Star Wars: Episodio VII - El despertar de la Fuerza, como el piloto del X-Wing, el teniente Bastian.
El 4 de octubre de 2017, Cole protagonizó el cortometraje Father of Man. Luego interpretó a Amjad en la película Unlocked. El 22 de octubre de 2017, se anunció que Cole había sido elegido para la undécima temporada de Doctor Who, interpretando a Ryan Sinclair, un compañero de The Doctor, interpretado por Jodie Whittaker, a partir de 2018. Cole dejó el papel en 2021 haciendo su última aparición en el especial de Año Nuevo "Revolution of the Daleks".

## Filmografía

### Películas
| Año  | Título                                              | Papel                   | Notas         |
| ---- | --------------------------------------------------- | ----------------------- | ------------- |
| 2011 | Jasmine                                             | Tyler                   | Cortometraje  |
| 2013 | Gone Too Far!                                       | Razer                   |               |
| 2014 | Second Coming                                       | Troy                    |               |
| 2014 | Honeytrap                                           | Andre                   |               |
| 2015 | The Enchanted Rose                                  | Jude                    | Cortometraje  |
| 2015 | Shelter                                             | Ash                     | Cortometraje  |
| 2015 | Star Wars: Episodio VII - El despertar de la Fuerza | Lt. Bastian             |               |
| 2016 | Roadkill                                            | Den (joven)             | Cortometraje  |
| 2017 | Burning Sands                                       | Frank                   |               |
| 2017 | Father of Man                                       | Alex Jacobs             | Cortometraje  |
| 2017 | Unlocked                                            | Amjad                   |               |
| 2019 | The Souvenir                                        | Phil                    |               |
| 2020 | Certified Black Genius                              | Kaye                    | Cortometraje  |
| 2021 | The Souvenir Part II                                | Phil                    |               |
| 2021 | Pirates                                             | Clips                   |               |
| 2021 | Ear for Eye                                         | Adulto joven de EE. UU. |               |
| 2022 | Homeless Talent                                     | Chris                   | Cortometraje  |
| 2022 | Till                                                | Medgar Evers            |               |
| 2023 | House Party                                         | Damon                   |               |
| 2024 | Bob Marley: One Love                                | Tyrone Downie           | Posproducción |

### Televisión
| Año       | Título          | Papel           | Notas                                    |
| --------- | --------------- | --------------- | ---------------------------------------- |
| 2010      | The Cut         | Noah Achebe     | Personaje regular                        |
| 2010–2011 | EastEnders: E20 | Sol Levi        | Personaje regular                        |
| 2011–2012 | Hollyoaks       | Neil Cooper     | Personaje regular                        |
| 2012      | Hollyoaks Later | Neil Cooper     | Personaje regular                        |
| 2013      | Holby City      | Keith Potts     | Episodio: "The Cost of Loving"           |
| 2014      | The Secrets     | Anthony         | Episodio: "The Return"                   |
| 2015      | Lewis           | Djimon Adomakoh | 2 episodios                              |
| 2015      | Versalles       | Kobina          | Episodio: "Mirror for Princes"           |
| 2018–2021 | Doctor Who      | Ryan Sinclair   | Protagonista; 22 episodios (Serie 11–12) |
| 2022      | 61st Street     | Moses Johnson   | Protagonista; 8 episodios                |
| 2024      | Supacell        | Michael         | Protagonista; 6 episodios                |

### Teatro
| Año  | Título                     | Papel                           | Teatro                     |
| ---- | -------------------------- | ------------------------------- | -------------------------- |
| 2009 | Sixteen                    | Tyrone                          | The Gate / SPID Theatre    |
| 2009 | Blainabe                   | Michael                         | Intermission Youth Theatre |
| 2009 | Wasted                     | Casca                           | Intermission Youth Theatre |
| 2010 | Verona Road                | Romeo                           | Intermission Youth Theatre |
| 2011 | Pandora's Box              | Tope                            | Oval House Theatre         |
| 2011 | Mad About the Boy          | The Boy                         | West Yorkshire Playhouse   |
| 2013 | HMP Macbeth                | Malcolm                         | Intermission Youth Theatre |
| 2015 | Stop                       | Kriston                         | Trafalgar Theatre          |
| 2016 | They Drink It in the Congo | William / Samo / Oliver / Kevin | Almeida Theatre            |
| 2018 | Ear for Eye                | Adulto joven                    | Royal Court Theatre        |